# Parisavtalet (Förenta nationernas klimatavtal)

Parisavtalets deltagande:
Ratificerat
Underskrivet
Ratificerat via EU

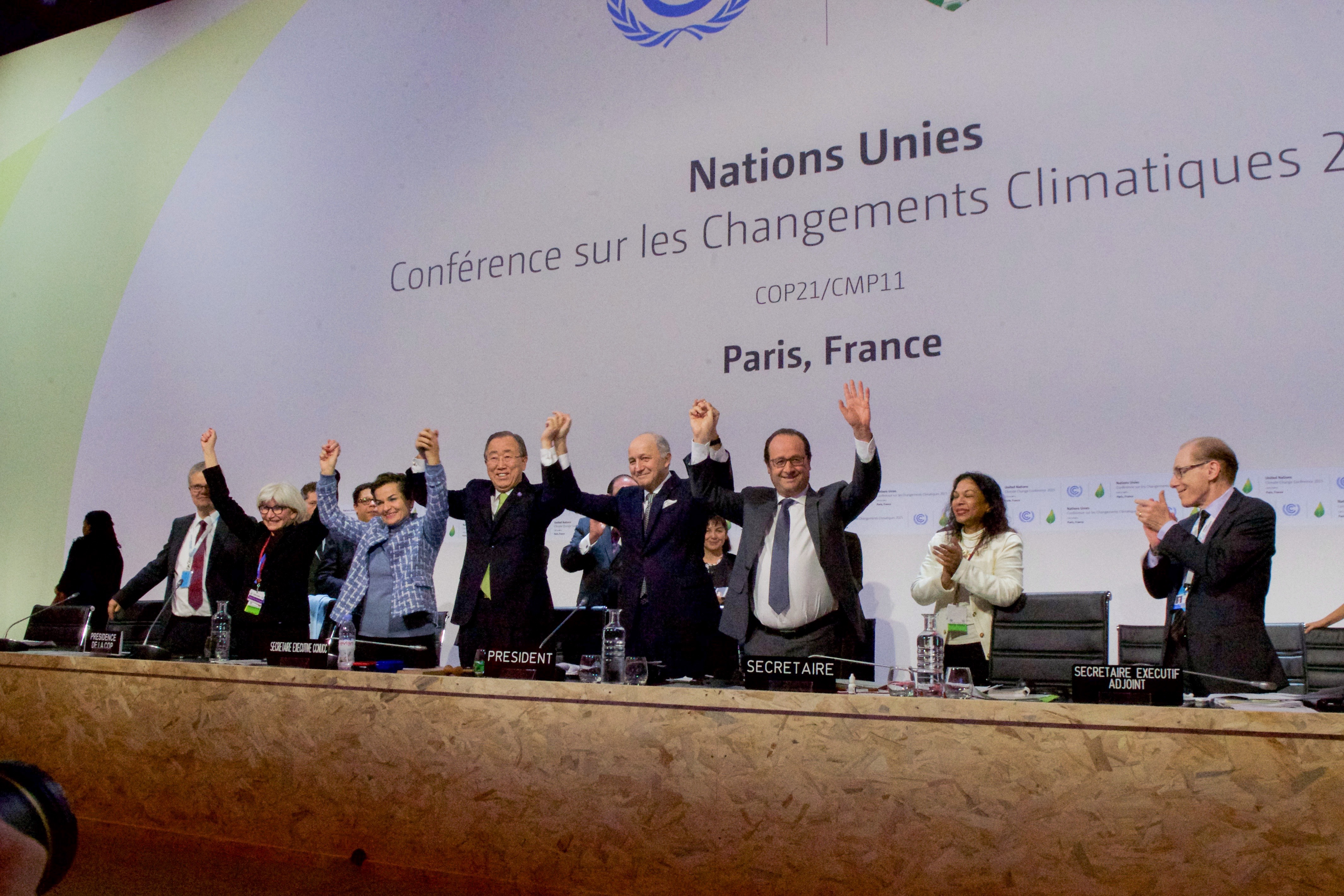
Frankrikes utrikesminister, FN:s generalsekreterare och Frankrikes president efter att 196 länder kommit överens om ett bindande avtal.

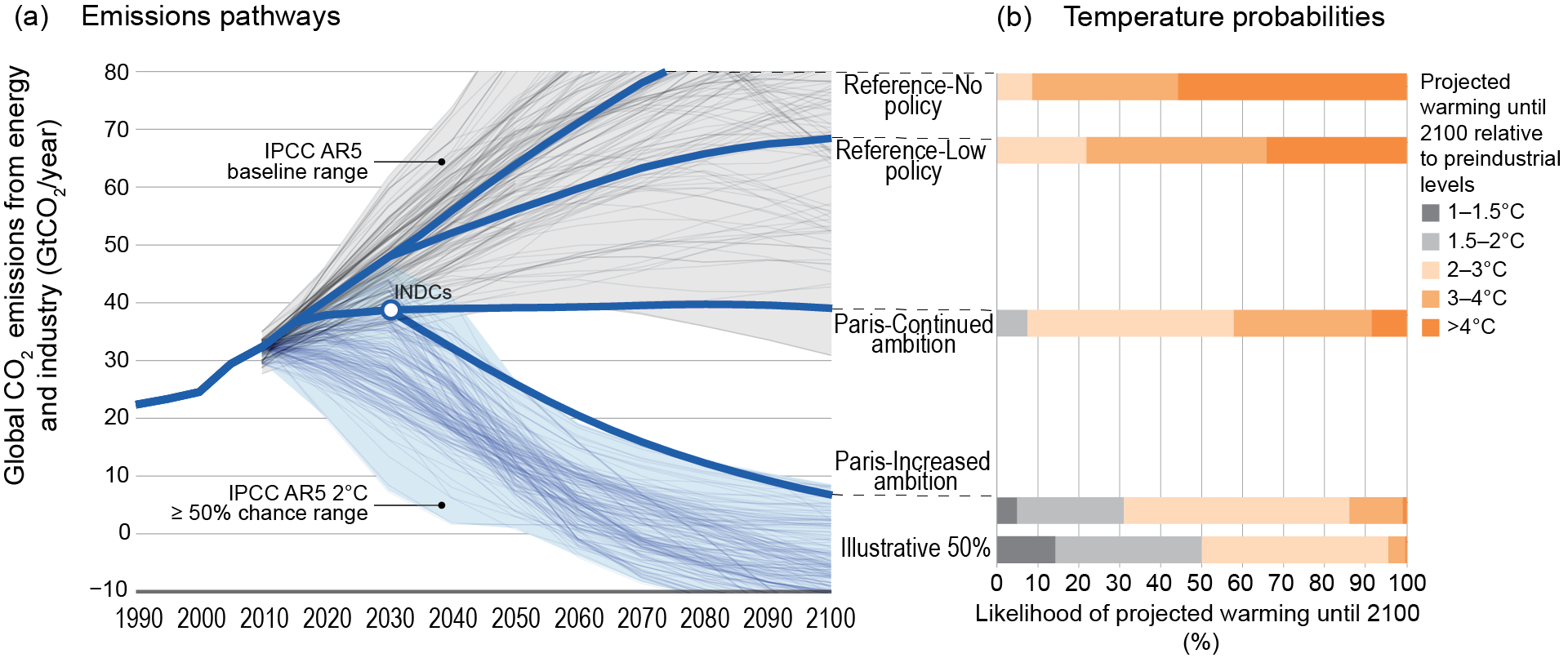
(a) Fyra scenarier för världens framtida CO₂-utsläpp från energi och industri: Ingen klimatpolitik, samma klimatpolitik som innan Parisavtalet, INDC (regeringars frivilliga åtaganden om sänkta CO₂-utsläpp vid uppstarten av klimatkonferensen i Paris) samt Parisavtalets tvågradersmål genom förhöjt tempo efter 2030. (b) Uppskattad sannolikhetsfördelning av ökningen av den globala medeltemperaturen från innan industrialiseringen fram till år 2100.

Parisavtalet (engelska: Paris Agreement, franska: Accord de Paris) är ett internationellt klimatavtal som slöts den 12 december 2015 och togs fram under Förenta nationernas klimatkonferens 2015 i Paris. Avtalet består av bestämmelser som rör bland annat minskade utsläpp av växthusgaser, klimatanpassning och omfördelning av ekonomiska medel för att hjälpa dem som drabbas av klimatförändringarna. Parisavtalet ersätter det tidigare Kyotoprotokollet som innebar åtaganden fram till år 2020.
I det överenskomna avtalet åtar sig varje land att bidra till att den globala uppvärmningen till år 2100 ska hålla sig långt under 2 °C (jämfört med förindustriell nivå) samt en intention om att göra ytterligare ansträngningar för att den globala uppvärmningen ska begränsas till 1,5 °C. Vidare ska världens länder se över sina löften vart femte år och helst även ge nya löften om att ytterligare minska utsläpp av växthusgaser. Dessutom ska världens rika länder från och med år 2020 bidra med 100 miljarder dollar årligen för att minska skadorna från det varmare klimatet hos fattigare länder. 
Avtalet vann laga kraft den 4 november 2016, men redan den 22 april skrevs avtalet under av representanter från en majoritet av världens länder.
Parisavtalet har hyllats av bland andra världens ledare, men har samtidigt kritiserats som otillräckligt av vissa miljöaktivister och analytiker. En mångårig debatt pågår om avtalets effektivitet och huruvida världens länders åtaganden räcker för att nå avtalets mål. I juli 2022 erkände Brasiliens högsta domstol Parisavtalet som ett "fördrag om mänskliga rättigheter". Enligt domen från domstolen i Brasilien ska det därför "överträda nationell lag".

## Parter
I juli 2022 hade 192 stater och EU undertecknat avtalet.
Den 1 juni 2017 tillkännagav Donald Trump att USA ska lämna avtalet. Avtalets regler tillät dock inte USA att lämna förrän tidigast i slutet av 2020. Den 20 januari 2021 skrev den nyblivna presidenten Joe Biden under en presidentorder som innebar att USA återigen går med i avtalet. Den 20 januari 2025 undertecknade president Donald Trump en presidentorder som återigen drar tillbaka USA från avtalet.

## Innehåll
Parisavtalet omfattar 29 artiklar som tydliggör på vilket sätt de ingående parterna förväntas arbeta med klimatfrågor. I den andra artikeln anges Parisavtalets mål som är att öka implementeringen av klimatkonventionen (UNFCCC) genom att:
- Den globala temperaturökningen ska begränsas till långt under två grader Celsius och ansträngningar göras för att hålla ökningen under 1,5 grad Celsius jämfört med förindustriell nivå.
- Anpassningsförmågan till skadliga effekter av klimatförändringarna ska förbättras och motståndskraften mot klimatförändringarna främjas på ett sätt som inte hotar livsmedelsproduktionen.
- Finansiella flöden ska göras förenliga med en väg mot låga utsläpp av växthusgaser och klimatresilient utveckling.

Parisavtalet har, till skillnad mot exempelvis det tidigare Kyotoprotokollet, ingen tidsbegränsning. Dessutom är det det första internationella klimatavtalet som etablerar rättsligt bindande åtaganden för de deltagande staterna i form av nationellt fastställda bidrag som ska rapporteras in vart femte år. De nationella bidragen måste innehålla åtgärder för att begränsa utsläpp av växthusgaser, men kan också handla om åtgärder kopplade till exempelvis klimatanpassning, klimatfinansiering, kapacitetsutbyggnad och tekniköverföring. Det är möjligt att genomföra de nationella bidragen både inom det egna landet och i frivilliga samarbeten med andra länder. Inbyggt i avtalet finns dessutom ett mätnings- och rapporteringssystem som gör det möjligt att utvärdera och följa upp staternas bidrag.

## Implementering
Arbetet med att implementera Parisavtalet på nationell nivå har påbörjats.
I EU arbetar medlemsländerna gemensamt med implementeringen av Parisavtalet som har ratificerats både på nationell nivå och EU-nivå. EU:s energi- och klimatramverk 2030 för EU:s gemensamma fullgörande som antogs 23 oktober 2014 är namnet på EU:s gemensamma nationella bidrag till Parisavtalet. Inom ramverket anges att utsläppen av växthusgaser ska minska med 40 % (jämfört med nivåerna från 1990) till år 2030 och 80–95 % till år 2050. Åtgärder omfattar bland annat en reform av EU:s utsläppshandelspolitik, ökad energieffektivisering, ökat användande av förnybar energi, samt ett nytt ramverk som möjliggör inrapportering från nationella aktörer och som kan utvärderas på EU-nivå.

## Reaktioner på avtalet
Det överenskomna avtalet bemöttes i stort mycket positivt. I förhandlingssalen följdes beslutet av applåder och jubel, och många politiker berömde efteråt utgången. För första gången hade ett globalt avtal fattats för att minska utsläppen av växthusgaser och undvika de värsta konsekvenserna av klimatförändringarna och mötet hyllades som en diplomatisk succé Åsa Romson, Sveriges dåvarande klimat- och miljöminister, kallade avtalet för en "milstolpe" och ett "startskott". Att ett avtal hade nåtts var en stor vinst dels för Frankrikes president François Hollande som hade lagt mycket energi för att nå en överenskommelse och dels för Förenta nationerna (FN) som både medlat mycket inför förhandlingarna och vars trovärdighet efter 23 års arbete till stor del hängde på att ett avtal skulle nås.
Särskilt de höga ambitionerna i avtalet, så som att 1,5 °C nämns som en gräns för uppvärmningen och att så många som 187 länder gjorde frivilliga åtaganden för utsläppsminskningar sågs som en stor framgång. Framför allt samarbetet hyllades, eftersom så många länder, oavsett om de räknas som växande ekonomier, rika eller fattiga till slut hade lyckats komma överens. Detta var också en stor skillnad mot det föregående Kyotoprotokollet där det fanns en tydlig uppdelning mellan rika och fattiga länders åtaganden. Dessutom antogs det att de höga ambitionerna i avtalet skulle bli en tydlig signal för regeringar, städer, företag och marknaden att ställa om till hårdare klimatmål.
Det fanns också kritiker till avtalet. Främst framhölls att även om det är ett bindande fördrag under internationell rätt, så är inte ländernas frivilliga åtaganden (INDC:er) bindande.  Om dessa åtagande likväl följs kommer ändå uppvärmningen uppnå 2,7–3 °C, vilket skulle leda till katastrofala konsekvenser. Att länderna själva sätter sina mål innebär också att de inte har några krav på sig att göra mer än de vill, även om det finns krav på att revidera målen vart femte år. Just bristen på konkreta mål och hur omställningen ska gå till var också en källa till kritik. I tidigare utkast till avtalet fanns konkreta och ambitiösa mål för utsläppsminskningar, men de hade förhandlats bort i det slutliga avtalet.
Även industriländers otillräckliga finansiering av utvecklingsländers omställning kritiserades, liksom att det inte tillhörde den bindande delen av avtalet. Till skillnad från Kyotoprotokollet är inte industriländer längre skyldiga att hjälpa utvecklingsländer och pengarna till finansiering ska till största del komma från marknadsmekanismer. Likaså kritiserades att de som är extra sårbara för klimatförändringarnas konsekvenser, så som små önationer, samtidigt som de fick gehör för sitt krav på en gräns till 1,5 °C uppvärmning också förlorade rätten till kompensation. Under punkten Loss and Damage, skrivs det att ansvar och kompensation inte kan utkrävas för de negativa effekter en del länder kommer drabbas av. Det innebär att industriländer inte kan ställas ansvariga för sina utsläpp som drabbar främst utvecklingsländer.
Greta Thunberg började i augusti 2018 skolstrejka för klimatet, först varje dag och sedan september samma år endast fredagar, med målet att få Sveriges miljöpolitik att gå i enlighet med i Parisavtalet. Även många andra skolungdomar världen över följde hennes exempel.

## Sveriges bidrag och arbete
I samband med Parisavtalet har Sverige antagit en klimatlag och ett klimatpolitiskt ramverk (2017) som syftar till att Sverige senast 2045 inte ska ha några nettoutsläpp av växthusgaser, och därefter uppnå negativa utsläpp för att de långsiktiga målen i avtalet ska säkerställas. I ramverket ingår också skärpta utsläppsmål för olika sektorer, såsom transport, energi och jordbruk. Klimatlagen som trädde i kraft 2018 lagfäster hur arbetet ska bedrivas. Den inkluderar att en klimatredovisning från regeringen ska ingå i budgetpropositionen, samt att regeringen ska ta fram en klimatpolitisk handlingsplan vart fjärde år. Ett klimatpolitiskt råd inrättas med uppgift att utvärdera om strävan mot klimatmålen gynnas eller motverkas inom olika politikområden. För att nå Parisavtalets mål om att minska utsläppen av växthusgaser och bekämpa klimatförändringarna ska länderna lämna in nationellt beslutade klimatplaner med mål om utsläppsminskningar och olika åtgärder, kallade NDC (Nationally Determined Contributions). Länderna väljer själva ambitionsnivån i sina åtaganden, men avtalet säger att ambitionerna inte får minska och att klimatplanerna hela tiden ska spegla landets högsta möjliga ambition. Sverige har antagit skarpare utsläppsmål än de som EU enats om. Detta ingår i det klimatpolitiska ramverket som binder nuvarande och kommande regeringar till målet. EU som helhet har också åtagit sig att nå nettonollutsläpp senast 2050.
Sverige har även åtagit sig att bidra till klimatfinansiering för utvecklingsländer och samarbetar med andra länder för att minska utsläppen globalt. Sverige stödjer till exempel utvecklingen av förnybar energi i Afrika och arbetar för att främja skogsskydd och hållbart skogsbruk med hjälp av genomförandestöd, då Sverige är en av de främsta givarna till FN:s gröna klimatfond.
För att minska utsläppen inom landet, har Sverige upplyst användningen av förnybar energi och minskat utsläppen från transportsektorn. Sverige har även antagit en strategi för cirkulär ekonomi, vilket syftar till att minska avfallet och öka återvinningen av material. Rollen Sverige har i internationella klimatförhandlingar och hur Sverige arbetar för att stärka det globala klimatarbetet implementeras även med en aspekt som inkluderar jämställdhet. Sverige arbetar för att minska utsläppen och samarbetar med andra länder för att nå målen i Parisavtalet, genom att stärka representanter och ledarskapsroller för kvinnor. Detta kan genomföras då Sverige ger bidrag till UNFCCC vilket möjliggör kvinnliga förhandlare att delta.